# Kosa

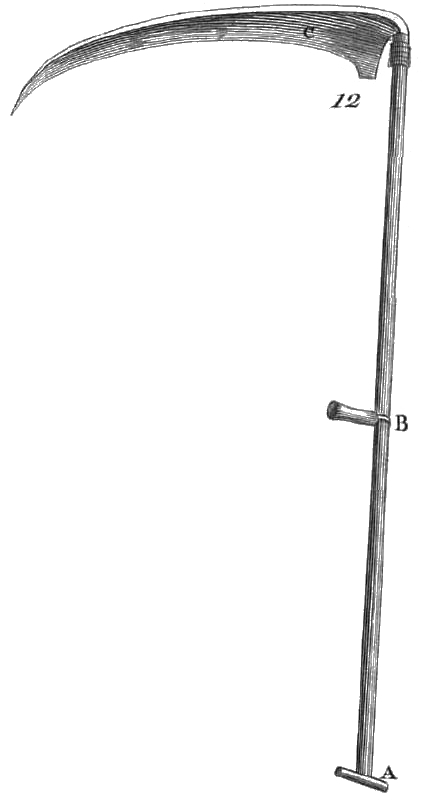
Kosa na ilustracji z Kompletnego kursu rolnictwa (1786)

Kosa – narzędzie rolnicze służące do ścinania zbóż lub traw, które składa się z wygiętego ostrza zamocowanego na drzewcu.

## Historia

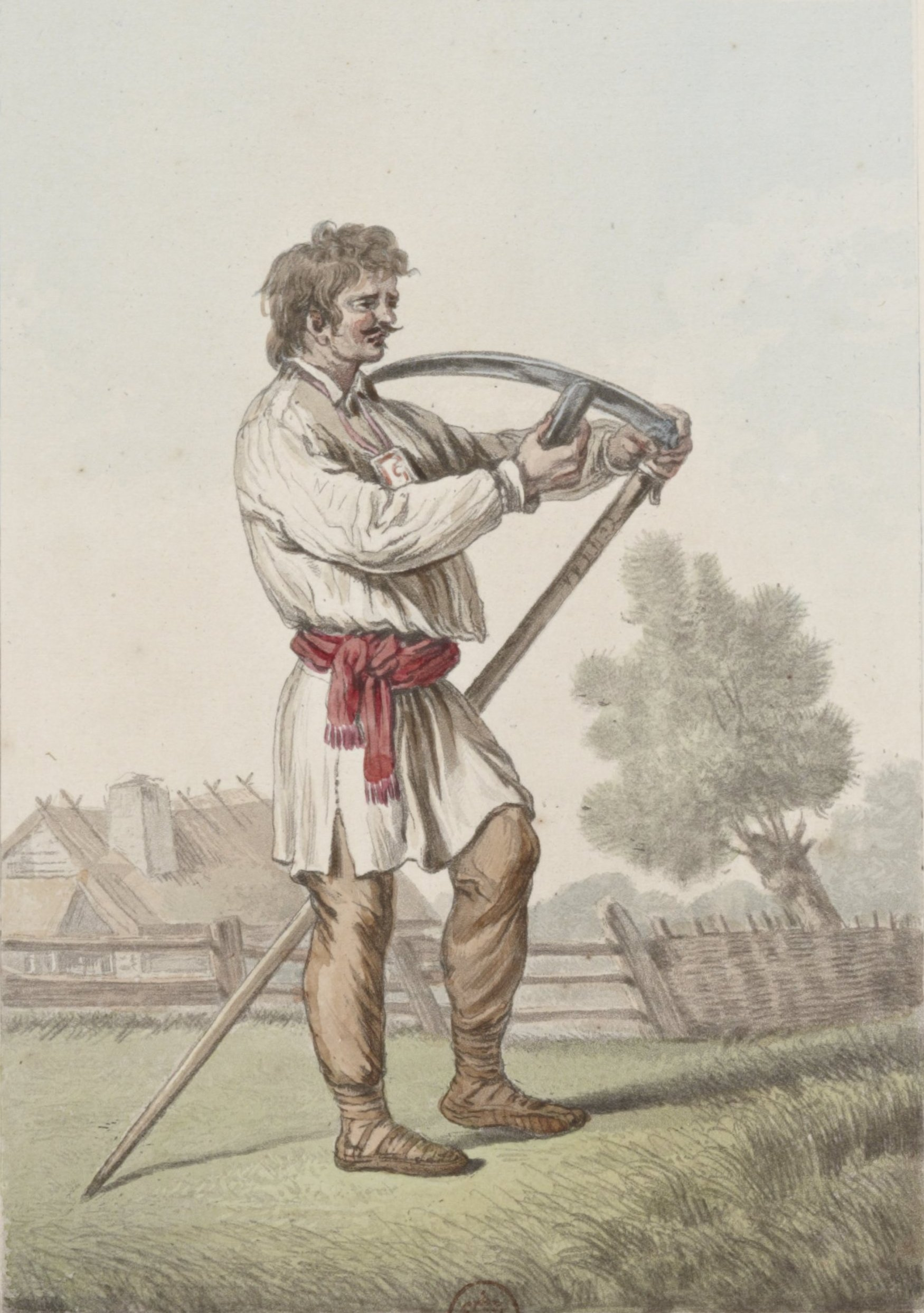
Polski kosiarz ostrzący kosę z okresu Rzeczypospolitej Obojga Narodów, przedstawiony na XVIII-wiecznym rysunku Jana Norblina

Obecna forma kosy jest rezultatem ewolucji sierpa, wcześniejszego narzędzia rolniczego o podobnej funkcji (różnice polegają na odmiennej długości drzewca oraz znacznie mniejszym wygięciu krzywizny noża i osadzeniu go prawie prostopadle do drzewca; poza tym sierp jest narzędziem obsługiwanym jednorącz, natomiast kosa – oburącz). Wynalezienie kosy przypisuje się Rzymianom. Rzymscy rzemieślnicy wyrabiający kosy nazywani byli falcarii.
Kosa i sierp są narzędziami znanymi oraz stosowanymi od czasów starożytnych (Ksenofont – Anabasis; Hezjod – Teogonia), szczególnie we wcześniejszej formie, czyli sierpa. Użycie kosy rozpowszechniło się na Bliskim Wschodzie od około XII/XIII wieku. Podobnie w Polsce, kosa rozpowszechniła się w XIII wieku, natomiast w Europie Zachodniej od XVII wieku. Jej szerokie upowszechnienie wiąże się zapewne z obniżeniem kosztów produkcji stali, surowca stosowanego do masowej produkcji narzędzi. Od 1776 roku zaczęto w Stanach Zjednoczonych stosować kosę z ramą, co ułatwiało układanie pokosów.
Wyrobem kos w Polsce zajmowali się kowale, a od XIX w. narzędzia produkowano w zakładach metalurgicznych w Kośnych Hamrach, Suchedniowie, Serocku, Poznaniu i Krakowie.
W Polsce pierwszą fabrykę kos założył Jacek Jezierski w Sobieniach Szlacheckich.

## Budowa i użytkowanie

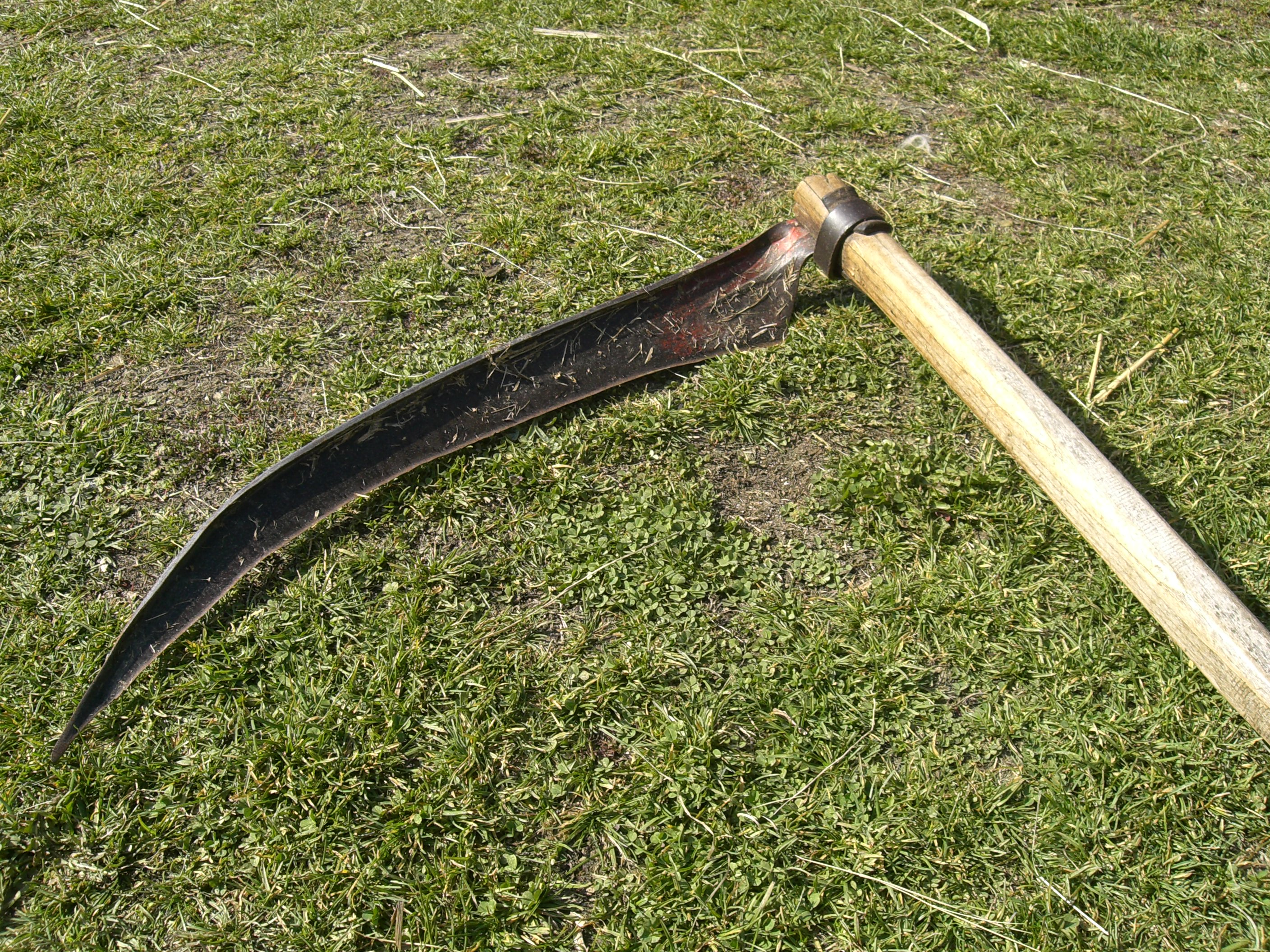
Ostrze kosy – mocowanie za pomocą metalowej opaski i drewnianego klina

Kosa jest narzędziem składającym się z długiego (0,6–0,8 m) wygiętego noża (kosy), zwanego też klingą, zamocowanego na długim (ok. 1,6–2,0 m) drzewcu (kosisku). Ostrze noża znajduje się po wewnętrznej stronie wygięcia – forma taka ułatwia ścinanie i zagarnianie roślin np.: trawy, zielonek lub zbóż. Drzewce kosy (kosisko) jest zaopatrzone w uchwyt w pobliżu połowy długości kosiska, zamocowany prostopadle do niego, za który kosa jest trzymana prawą ręką. Lewą ręką kosa jest trzymana w górnej części kosiska, czasami też przez uchwyt. Dodatkowo kosy żniwne zaopatrywane są w elementy zgarniające skoszone zboże takie jak: pałąk (pokryty płótnem do koszenia niskiego zboża) lub tzw. grabki.

### Ostrzenie
Do ostrzenia kos używane są osełki ścierne dawniej wykonywane z piaskowca. Osełki z piaskowca wymagały zwilżania, dlatego kosiarz miał przypiętą do paska tzw. kuskę (pochwę) z wodą, w której w trakcie koszenia nosił osełkę. Początkowo do zwilżania kamienia stosowano oliwę, którą zarzucono na rzecz wody nadającej piaskowcowi cechy pilnika.
Po pewnej liczbie ostrzeń klinga kosy wymaga klepania. W trakcie klepania pocienia się plastycznie materiał na krawędzi, co ułatwia ostrzenie kosy i przedłuża jej eksploatację. Klepanie kosy utwardza krawędź ostrza (tzw. utwardzenie przez zgniot). Do klepania używa się młotka i klepadła. W zależności od regionu używane są klepadła płaskie (zwane „babką”) lub w kształcie ostrego zakończenia młotka. Na babce ostrej kosę klepie się płaską stroną obucha młotka, natomiast na babce płaskiej ostrą stroną młotka. Klepanie kosy wymaga wprawy, gdyż niewłaściwie przeprowadzone powoduje pofalowanie ostrza.

## Symbolika
Kosa (lub sierp) są atrybutami mitologicznych bogów, np. greckiego Kronosa i rzymskiego Saturna.
W wielu kulturach kosa stała się również symbolem związanym z personifikacją śmierci – postacie „Ponurego Żniwiarza” lub „Pana/Pani Śmierci”, przedstawiane są zazwyczaj jako zakapturzone postacie ludzkie lub szkielety trzymające w ręku kosę jako narzędzie śmierci. Na obrazach Jacka Malczewskiego („Śmierć”, „Thanatos”) kosa, trzymana przez urodziwą żniwiarkę, jest atrybutem śmierci.

### W heraldyce
Element kosy w heraldyce:

Herb gminy Chybie
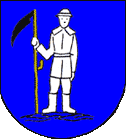
Herb wsi Chybie

## Kosa jako broń
Wbrew popularnym wyobrażeniom, kosa rolnicza, ze względu na swoją budowę, nie może być efektywnie używana jako broń biała. Jest to związane zarówno z formą i przeznaczeniem ostrza, jak i z dostosowaniem uchwytów do wielokrotnego, powtarzalnego wykonywania charakterystycznego, koszącego ruchu. Istnieje natomiast wariant kosy specjalnie przygotowany jako narzędzie do walki.

## Galeria

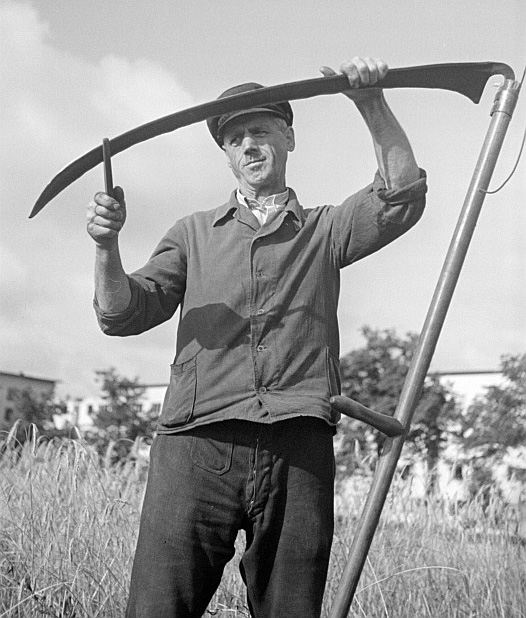
Ostrzenie kosy (1945)
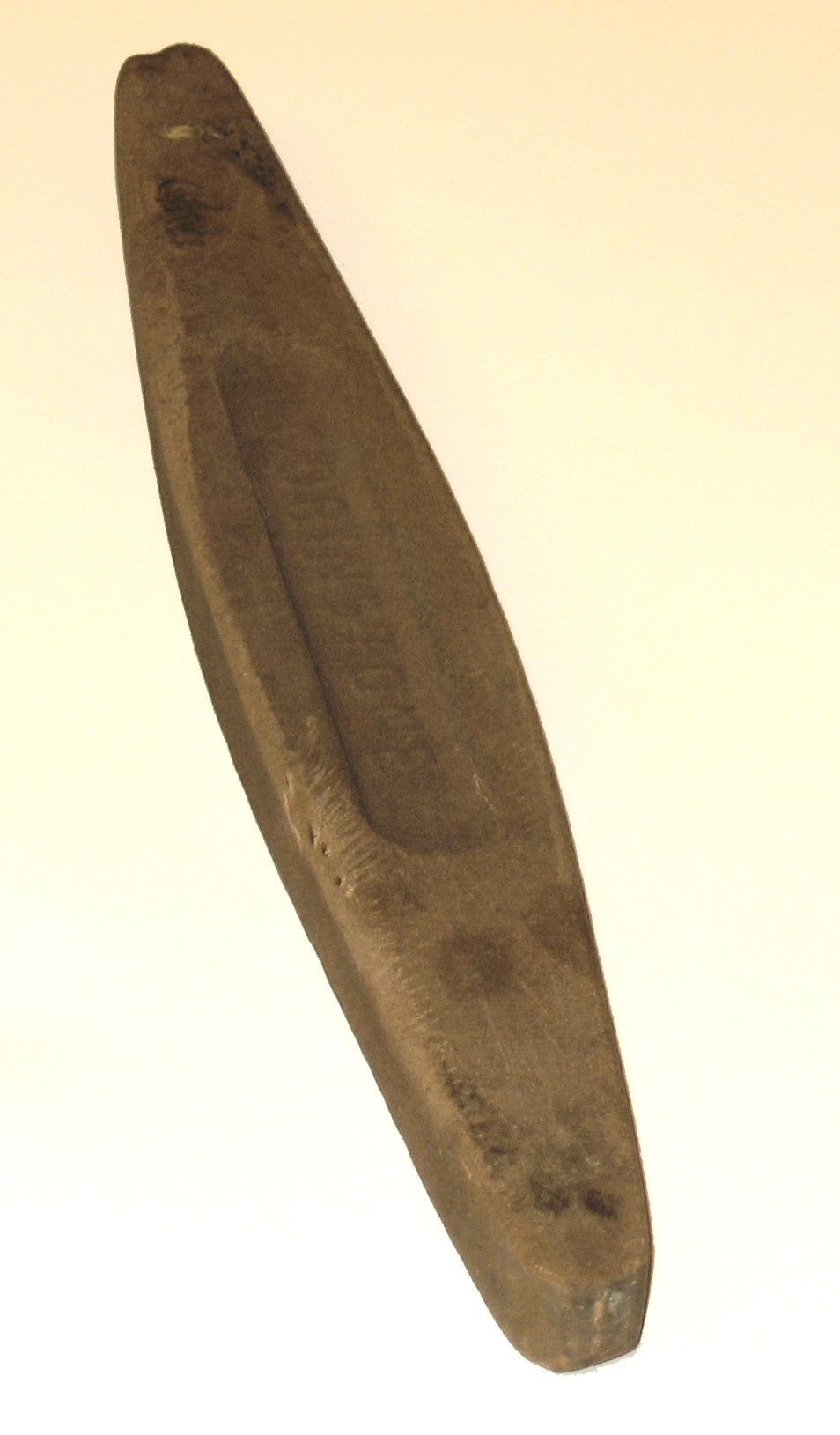
Osełka do ostrzenia kosy
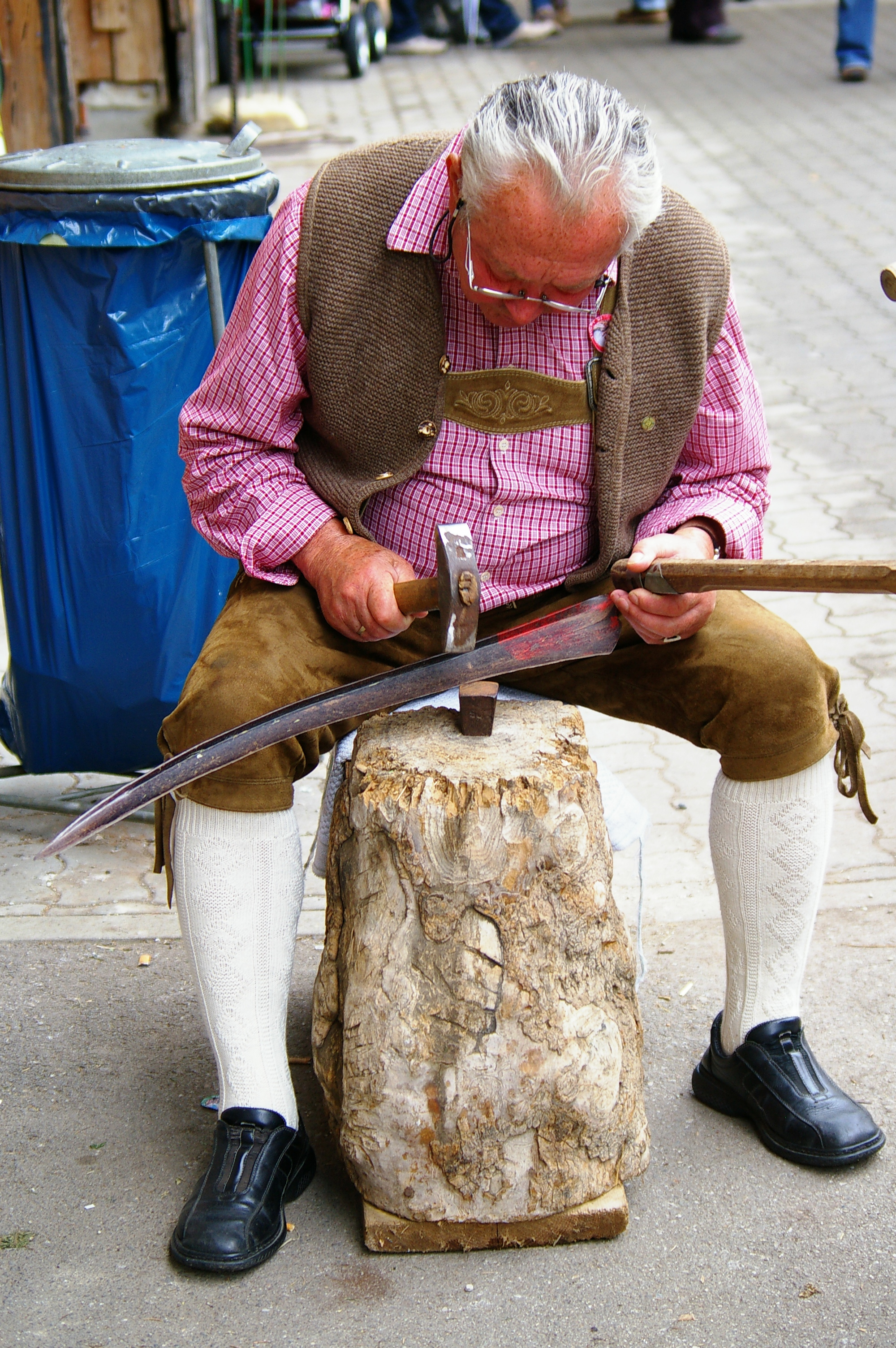
Klepanie kosy
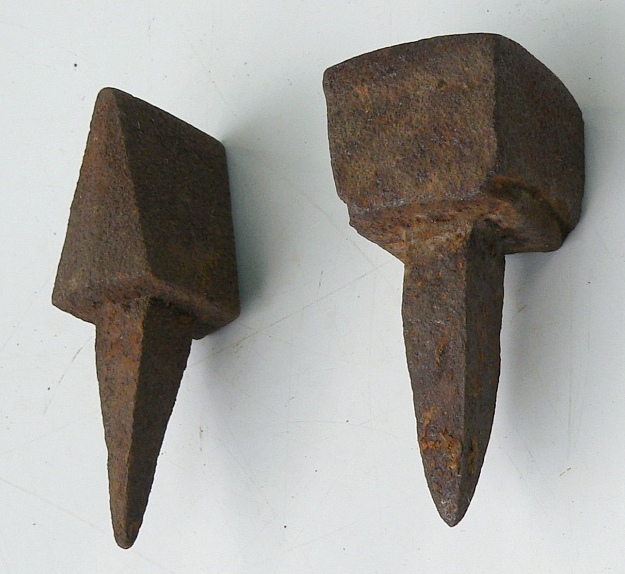
Babki do klepania kosy
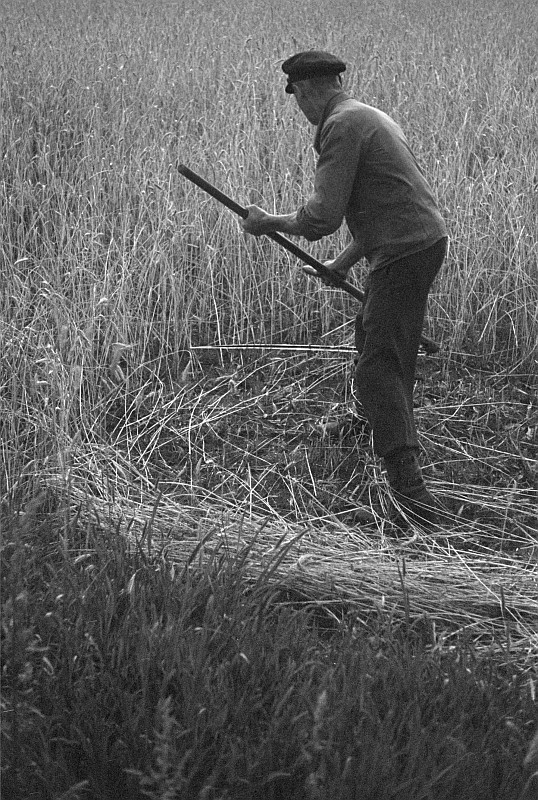
Koszenie zboża
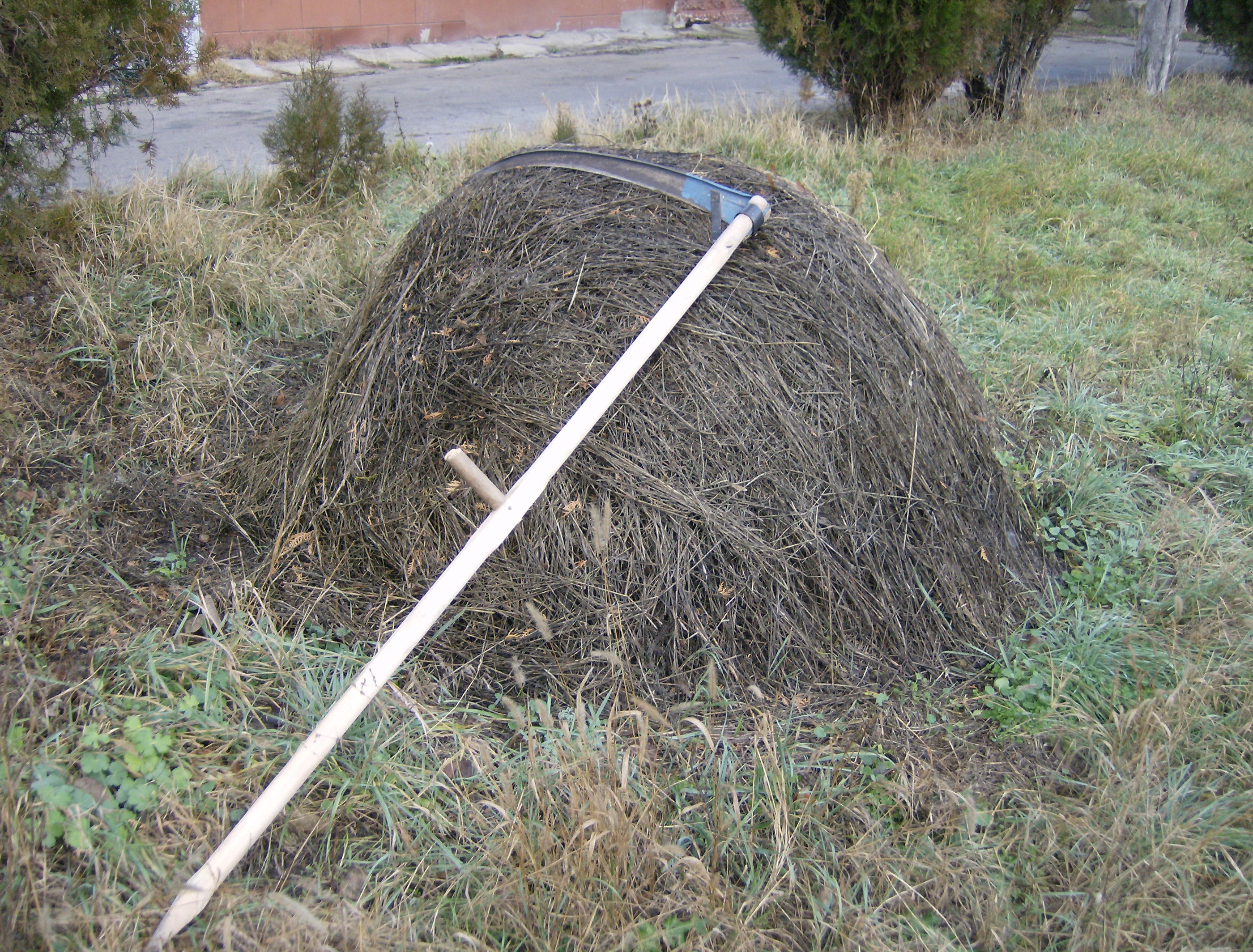
Kosa z drewnianym kosiskiem